# RITA学園高等学校
RITA学園高等学校（りたがくえんこうとうがっこう）は、香川県仲多度郡多度津町にある私立の通信制高等学校。
旧名は禅林学園高等学校（ぜんりんがくえんこうとうがっこう）。設置者の学校法人禅林学園が2021年4月1日をもって少林寺拳法グループを離脱し、法人名を学校法人利他学園に変更するのに伴い、校名が変更された。

## 概要
- 設置は学校法人利他学園。2021年4月1日をもって少林寺拳法グループから株式会社I.S.コンサルティング（兵庫県神戸市中央区）に経営移譲された。同社社長の今井真路が理事長を兼務する。

## 設置課程
- 広域通信制課程 単位制 普通科（学年定員：100名 男女共学）
- 【履修方法】
  - 家庭独修型：自分でテーマをみつけ目標を設定し、自分のペースで学習計画を立て、一人ひとりに合った学校生活をすすめていく。レポート（科目により回数が違う）＋スクーリング（5日間を年に2回）＋単位認定試験により高校卒業となる。
  - 登校独修型：毎日同じ志を持つ仲間や、熱意を持った教員との触れ合いの中で、お互いに刺激し合い学び合う。集団生活、寮生活を通して、規則正しい生活習慣を確立し、独学を進めていく上で必要な力を身につけていく。
- それぞれの履修形態に下記のコースが設置されている。
  - 武道コース：少林寺拳法による武道教育を中心に学ぶことができる。心と身体を鍛え、自らの持ち味を活かし、社会で活躍するための心構えと姿勢を養う。
  - 創造コース：芸術系科目を多く学ぶことができる。創作活動を通じて、自らの可能性を見つけ出し、個々の進路実現を目指す。
  - 教養コース：普通教科・科目を中心に学ぶことができる。現在の学力にこだわらず、生徒の目標としている進路に向け、一歩一歩実力をつけて、自己実現を目指す。

## 交通・アクセス方法
- JR四国多度津駅から徒歩12分。